# Ганнибал (фильм, 2001)
«Ганнибал» (англ. Hannibal) — детективный триллер режиссёра Ридли Скотта, сиквел «Молчания ягнят», снятый по мотивам одноимённого романа Томаса Харриса. Вышел в 2001 году.
По хронологии событий заключительный фильм в серии о Ганнибале Лектере:
«Ганнибал: Восхождение» (2007) — «Красный дракон» (2002) — «Молчание ягнят» (1991) — «Ганнибал» (2001).
В прокате фильм собрал $351 692 268 долларов, из них в США $165 092 268, в остальном мире $186 600 000. В первый уик-энд фильм собрал $58 003 121 долларов. Съёмки фильма проходили в период с 8 мая по 1 сентября 2000 года. Премьера фильма состоялась 9 февраля 2001 года.

## Сюжет
...Искалеченный миллионер Мейсон Вёрджер в своём особняке расспрашивает санитара психиатрической лечебницы Барни Мэттьюса о взаимоотношениях доктора Ганнибала Лектера с агентом Старлинг. Мэттьюс показывает маску, которую надевали на Лектера, Вёрджер приходит в восторг и покупает её за 250 тыс. долларов.
Прошло 10 лет после побега Лектера. Специальный агент ФБР Клариса Старлинг участвует в операции по аресту главы нарколаборатории Эвелды Драмго. Увидев большое количество людей на рыбном рынке и ребёнка, которого несёт преступница, Старлинг предлагает отменить операцию, но руководитель Болтон приказывает продолжать. Бандит замечает оружие у одного из полицейских, поднимает тревогу, начинается побоище. Погибает агент и пятеро преступников. Эвелда, не желая сдаваться, стреляет в Старлинг и той приходится убить преступницу. Старлинг становится объектом травли со стороны СМИ.
На помощь Кларисе приходит Вёрджер, четвёртая и единственная выжившая жертва Лектера. По решению суда Вёрджер был обязан проходить психотерапию у респектабельного психотерапевта Лектера: деньги и влияние семьи Мейсона спасли его от более серьёзного наказания за множество случаев развратных действий в отношении несовершеннолетних детей-сирот, отдыхавших в спонсированных его отцом-филантропом летнего лагерях. Лектер по приглашению Мейсона пришёл к тому в гости и, затеяв с ним психологическую игру, угостил Мейсона наркотиком, велел ему осколком зеркала срезать с себя лицо, а после сломал ему позвоночник. Изуродованный, парализованный Вёрджер жаждет мести.
Клариса получает письмо от Лектера из Буэнос-Айреса, в котором тот приглашает её на интеллектуальную дуэль. Она отказывается поддерживать личные отношения с Ганнибалом, тут же сообщает о письме руководству. Затем Старлинг просматривает запись из психиатрической лечебницы, где Лектер вцепляется в лицо медсестры. В кадр попадает Барни Мэттьюс. Старлинг встречается с Барни, шесть лет проработавшим с Ганнибалом. По его словам после закрытия лечебницы все вещи Лектера были выброшены. Имея на руках доказательства, что книга «Праздник кулинарии» с автографом Лектера была продана частному коллекционеру, Клариса обвиняет Барни в тайной распродаже имущества Лектера. Она хочет с его помощью найти снимки руки Лектера, которую сломали в госпитале.
Во Флоренции инспектор Ринальдо Пацци, расследуя исчезновение смотрителя дворцовой библиотеки Каппони, допрашивает его преемника-иностранца доктора Фелла. Под его личиной скрывается Лектер.
Клариса получает новое письмо от Лектера. Эксперты ФБР по запахам пытаются установить место отправления письма, изучая оттенки парфюма. Они устанавливают, что аромат был специально создан на заказ, есть подозрение, что это могло сделать парфюмерное ателье во Флоренции. ФБР запрашивает у квестуры копии записей камер в ателье, Пацци замечает на записях доктора Фелла. Инспектор находит объявление о поисках Ганнибала Лектера, ФБР предлагает 250 тыс. долларов, однако есть и другое, частное объявление о награде в 3 млн.
Клариса рассказывает Полу Крендлеру из департамента юстиции о деталях каннибализма Ганнибала. Тот считает, что убийца является гомосексуалом. Он предлагает ей сотрудничество, в ином случае угрожая увольнением, Кларисса даёт понять, что не будет играть в игру Крендлера.
Инспектор Пацци звонит по указанному в объявлении номеру. Ему сообщают, что при получении отпечатков выплачивается аванс в 100 000 долларов, 3 млн будет переведено после поимки Лектера. Пацци приходит во дворец Медичи, где проживает смотритель Лектер, за вещами его предшественника.
Пацци покупает на рынке гладкий серебряный браслет, ловит с поличным карманника Кнопку и, угрожая тому отсидкой в тюрьме, посылает его получить отпечаток Лектера. Кнопка имитирует неудачную карманную кражу, но Лектер наносит ему смертельный удар ножом: Кнопка погибает, однако получает отпечаток пальца на браслете. Пацци отправляется к женевскому адвокату и получает аванс. Он настаивает на участии в поимке доктора. На вырученные деньги инспектор ведёт молодую жену в оперу, где встречает Лектера. Доктор дарит женщине первый сонет Алигьери и по смятению инспектора догадывается, что его личина раскрыта.
После сравнения отпечатков, Вёрджер звонит на Сардинию свиноводу и похитителю людей Карло, тот отправляется во Флоренцию со своими людьми.
Старлинг подозревает, что кто-то в квестуре Флоренции задержал плёнку со скрытой камеры в магазине парфюмерии, и через статистику посещений статьи о Лектере на сайте ФБР выходит на Пацци. Она припирает к стенке Пацци, тот выходил на сайт с домашнего компьютера. Пацци бросает трубку.
После впечатляющей лекции перед членами «Студиолло» о повешении в творчестве Данте, говоря о предательстве, Лектер хлопает по плечу присутствующего в числе зрителей Пацци. После окончания лекции Пацци звонит Карло, сообщая, что идёт с доктором Феллом в ресторан. Лектер показывает Пацци слайд с изображением повешенного предка инспектора, Франческо Пацци, после чего нападает на инспектора. Лектер выясняет, что инспектор продал его Вёрджеру, но не сообщил другим, что раскрыл его личину. В этот момент Пацци звонит Кларисса, Лектер отвечает на звонок, а потом выбрасывает Пацци с петлёй на шее из окна дворца, предварительно вспоров ему живот; кишки инспектора вываливаются на мостовую. На этом же окне Палаццо Веккьо несколько веков назад повесили Франческо Пацци за участие в заговоре против Медичи. Карло с братом забегают во палаццо, но Лектер убивает брата Карло и скрывается.
Клариса и Вёрджер смотрят запись с убийством инспектора. На утренней пробежке Старлинг кажется, что её кто-то преследует. Пол Крендлер соглашается продать Кларису одержимому своим истязателем Вёрджеру за 500 000 долларов, заманив ту в его поместье путём открытки, написанной ей якобы от Лектера. Агента Старлинг отстраняют от работы, изъяв оружие и значок. Та уличает Крендлера в пособничестве Вёрджеру, что возмущает Пола.
В дом Крендлера проникает вернувшийся в США Лектер, которого пугается овчарка. Доктор проверяет почту и начинает приготовления — закупает сервиз, крадёт инструменты и инвалидную коляску из морга, после чего отвозит всё в уединённый дом. Клариса вновь прослушивает запись о голубях-вертунах. Ночью Ганнибал навещает её, а утром звонит, напоминая о наказании за хранение незарегистрированного оружия в округе Колумбия, после чего следует за ней на машине, указывая дорогу. Клариса следует за Ганнибалом в торговый центр, отвечая на его вопросы о своих проблемах на работе и в личной жизни. Она тщетно пытается обнаружить Лектера, хотя он находится совсем рядом и оставляет ей подарок с платьем и туфлями в магазине... Однако сам Лектер позволяет захватить себя банде сардов под руководством Карло. Клариса тщетно пытается остановить их. Она сообщает ФБР о похищении, но ей не позволяют отправиться в поместье Вёрджера. Полиция не обнаруживает ничего подозрительного у миллионера, после их отъезда тот звонит Карло, приказывая доставить Лектера. Клариса самовольно едет к нему, не слыша автоответчика дома с напоминанием, что она не является агентом ФБР.
Вёрджер наконец встречается с Лектером: связанный он предстает перед своей жертвой и сообщает детали мести. Миллионер желает заживо скормить Ганнибала животным, вкалывая в процессе физраствор, дабы тот оставался в сознании. Доктор Корделл, лечащий врач Вёрджера, изъявляет желание не присутствовать на казни, но ему приходится. Лектер в маске напоминает Карло о его убитом брате. Ворвавшаяся в сарай Старлинг убивает Карло и ранит второго бандита, надев на того наручники, после чего освобождает Лектера. Ей удаётся убить третьего бандита, но тот успевает ранить её. Лектер завладевает пистолетом. В загон врываются разъярённые свиньи, но Лектер, единственный без единой царапины, подхватывает раненую Кларису на руки, а свиньи, учуяв запах крови, набрасываются на бандита в наручниках и труп Карло. Вёрджер велит своему личному доктору Корделлу забрать пистолет из загона и застрелить Лектера. Корделл мешкает: его давно не устраивают эти игры. Лектер советует ему сбросить хозяина к свиньям и свалить всё на него, Лектера. Корделл следует совету доктора, в горло миллионера впивается свинья. Лектер отвозит Старлинг в дом Крендлера и удаляет пулю, после чего обезвреживает вернувшегося хозяина.
Клариса приходит в себя в доме Пола, переодетая в красивое вечернее платье, но её ещё мутит от недавнего ранения. Внизу звучит дрель. Старлинг вызывает полицию, об этом узнаёт Ганнибал. Как выяснится чуть позже, тот вколол обоим сотрудникам ФБР сильную дозу морфия. Пока заторможенный Крендлер читает молитву перед ужином, Клариса забирает нож со стола. Пол повторят те же слова, что он ранее говорил Кларисе в бюро. Доктор отнимает у той нож. Лектер снимает крышку черепа Крендлера, не чувствующего боль. У Кларисы идут слёзы, она предлагает Лектеру сделку — если тот остановится, она скажет ему пять примет по его ориентировке, выданной пограничным пунктам. Тот показывает своё пренебрежение к таким договорам. Крендлер перестаёт что-либо соображать, психопат, срезав и поджарив ломтик мозга, скармливает его хозяину, тому нравится вкус. Старлинг пытается оглушить доктора подсвечником, но тот предупреждает её атаку. В результате потасовки та, пока доктор целует её, приковывает себя наручниками к нему. Слышится звук вертолёта. Доктор хватает тесак, отрубает себе левую кисть и скрывается.
Финальная сцена Лектера с рукой на перевязи на борту самолёта «Боинг-767». Он принёс на борт свой обед — баночку чёрной икры, финики, мясо… Сидящий рядом мальчик начинает разговор о том, что еда на борту отвратительна. Лектер соглашается и говорит, что вообще не считает это пищей и потому всегда летает только со своей пищей, показывая ему коробку. Мальчик просит дать ему попробовать, Лектер предлагает ему самому сделать выбор. Мальчик выбирает жареный мозг. Фильм заканчивается загадочно-коварной усмешкой Ганнибала, кормящего мальчика человечиной с ложки.

## В ролях
| Актёр              | Роль                    |
| ------------------ | ----------------------- |
| Энтони Хопкинс     | Ганнибал Лектер         |
| Джулианна Мур      | Клариса Старлинг        |
| Гэри Олдмен        | Мейсон Вёрджер          |
| Рэй Лиотта         | Пол Крендлер            |
| Джанкарло Джаннини | Ринальдо Пацци          |
| Франческа Нери     | Аллегра Пацци           |
| Желько Иванек      | Корделл Доемлинг        |
| Фрэнки Фэйсон      | санитар Барни Мэттьюс   |
| Даниэль де Низ     | оперная певица Беатриче |
| Бойд Кестнер       | специальный агент Бёрк  |
| Дэвид Эндрюс       | агент ФБР Пирсолл       |

## Награды и номинации
1. 10-я церемония премии «MTV» (2.06.2001) (номинации)

- Лучший поцелуй (Энтони Хопкинс, Джулианна Мур)
- Лучший злодей (Энтони Хопкинс)
- Лучший фильм

2. 14-я церемония премии Европейской киноакадемии (1.12.2001):
Приз зрительских симпатий за лучшую работу режиссёра (Ридли Скотт) (номинация)
3. 28-я церемония премии «Сатурн» (10.06.2002):
- Лучший грим (Грег Кэнном, Уэсли Уоффорд) (победа)

## Игра
В 2003 году студия Arxel Tribe разрабатывала видеоигру для ПК про Кларису Старлинг под названием Hannibal: The Game, но в 2004 году проект был закрыт на финальной стадии проверки качества.

## Реальный случай
В 2012 году итальянский мафиозо в реальности воспроизвел сцену казни, где свиньи поедают жертву заживо. Таким образом он расправился со своим конкурентом.